# Saint-Flour-de-Mercoire
Saint-Flour-de-Mercoire är en kommun i departementet Lozère i regionen Occitanien i södra Frankrike. Kommunen ligger i kantonen Langogne som tillhör arrondissementet Mende. År 2022 hade Saint-Flour-de-Mercoire 185 invånare.

## Befolkningsutveckling
Antalet invånare i kommunen Saint-Flour-de-Mercoire
| Referens: INSEE |